# Fontenay-le-Comte
|  | Per a altres significats, vegeu «Fontenay-le-Comte (desambiguació)». |

Fontenay-le-Comte és un municipi francès al departament de la Vendée de la regió del País del Loira.
Fontenay pren el nom de la font reconstruïda l'any 1542 i actualment coneguda com la «fontaine des Quatre-Tias».
El 1242 Alfons de Poitiers, germà del rei Sant Lluís, va rebre el Poitou com a apanatge i Fontenay va afegir «le Comte» al seu nom.
Durant la Revolució Francesa la ciutat rebé el nom de Fontenay-le-Peuple.
Els seus habitants s'anomenen fontenaisien en llengua francesa.